# 贝罗维
贝罗维（西班牙語：Berrobi）是西班牙巴斯克自治区吉普斯夸省的一个市镇。总面积3平方公里，总人口566人（2001年），人口密度189人/平方公里。